# 裴卓·莫蕊爾
佩德羅·安東尼奧·莫拉爾（1942年10月22日—2019年2月12日），波多黎各前職業摔角選手。佩德羅·莫拉爾在青少年時期就拿下了他第一個重要的冠軍：WWA世界重量級冠軍。在佩德羅·莫拉爾加入世界廣泛摔角聯盟之後，他拿下了公司三大冠軍：WWWF冠軍、WWF洲際冠軍及WWF世界雙打冠軍。而在持有WWWF美國冠軍之後，佩德羅·莫拉爾成為了第一個拿下四項冠軍的選手，也就是俗稱的世界摔角娛樂冠軍大滿貫，但他未被世界摔角娛樂列入其中。佩德羅·莫拉爾被證明是一個受歡迎的選手，他總計握有WWWF冠軍1,027天（史上第五名），握有WWF洲際冠軍619天（史上第一名）。

## 冠軍及成就

### 職業摔角畫報
- PWI年度最佳摔角手（1972年）[7]
- PWI Years（個人）-第111名（2003年）[8]

### 全球摔角協會（英语：Worldwide Wrestling Associates）
- WWA世界重量級冠軍（英语：WWA World Heavyweight Championship）（兩次）[9]
- WWA世界雙打冠軍（英语：NWA Americas Tag Team Championship）（四次；與路易斯·埃爾南德斯一次、與馬克·列文（英语：Mark Lewin）一次、與瑞奇·羅梅洛（英语：Ricky Romero (wrestler)）一次、與維克托·李維拉一次）[9]

### 世界廣泛摔角聯盟 / 世界摔角聯盟 / 世界摔角娛樂
- WWF洲際冠軍（兩次）[9]
- WWF雙打冠軍（一次；與巴布·貝克倫）[9]

WWWF美國冠軍（一次）
- WWWF冠軍（一次）[9]
- 世界摔角娛樂三冠王
- 世界摔角娛樂名人堂（1995年）

### 摔角觀察通訊獎（英语：Wrestling Observer Newsletter awards）
- 最被高估選手（1981年、1982年）